# Julio Pereira Gandarillas
Julio Luis Pereira Gandarillas (27 de julio de 1965) es un abogado, académico y consultor chileno. Se desempeñó como director del Servicio de Impuestos Internos (SII) entre marzo de 2010 y julio de 2013, por encargo del presidente Sebastián Piñera.
De vasta trayectoria en el sector privado, particularmente en el mercado de las auditoras, a partir de 2011 protagonizó uno de los mayores impasses administrativos de la gestión Piñera, producto de una millonaria condonación de multas e intereses sobre la cual cayeron denuncias de conflicto de intereses. A raíz de esto, debió dejar su cargo en el SII a mediados de 2013.

## Familia
Nació del matrimonio conformado por el agricultor Julio Luis Pereira Larraín y Paz Gandarillas Guzmán. La familia de esta última fue propietaria del fundo y casona Santa Rosa de Apoquindo, en el sector nororiente de Santiago. Por parte de padre, en tanto, es nieto del parlamentario, ministro de Estado y alto dirigente del extinto Partido Conservador, Julio Pereira Larraín.
Casado con la historiadora, académica e investigadora Verónica Undurraga Schüler.

## Formación
Se formó en el Colegio Tabancura de la capital, donde tuvo como compañero a Felipe Larraín, y como profesor a Carlos Larraín. Estudió luego la carrera de derecho en la Pontificia Universidad Católica de Chile (PUC), casa de estudios en la que fue compañero en varias cátedras de Rodrigo Hinzpeter, y en la que se licenció en 1989.

## Actividad profesional

### Ascenso
Apenas se tituló, su profesor Arnaldo Gorziglia Balbi lo llevó con él a la auditora PricewaterhouseCoopers (PwC) en Chile, específicamente como abogado del departamento de impuestos.
En 1992 partió a Carolina del Norte, Estados Unidos, con el fin de realizar un magíster en derecho, en la Universidad de Duke. Tras ello se trasladó a Nueva York, al Departamento de Servicios Tributarios Internacionales de PwC.
Cinco años después regresó a Chile como socio de la firma y como uno de los abogados más importantes de su Departamento de Asesoría Legal y Tributaria. En paralelo impartió clases de derecho tributario I y II en la Universidad Católica de Chile.

### Director del SII
En marzo de 2010, con la llegada del nuevo Gobierno de centroderecha, fue llamado por Sebastián Piñera para cumplir funciones en el Servicio de Impuestos Internos de Chile (SII), en reemplazo de Ricardo Escobar.
En su primer año al frente de la entidad debió seguir de cerca las millonarias enajenaciones de activos llevadas a cabo por el propio Piñera, las cuales fueron duramente objetadas por la oposición.
Desde mediados de 2012, en tanto, fue objeto de duros cuestionamientos como consecuencia del acuerdo alcanzado en 2011 por la entidad con la multitienda Johnson para la condonación de deudas por unos 59.000 millones de pesos chilenos (la mayor de la historia del país), cifra que incluía multas e intereses provenientes del no pago de impuestos que se remontaban incluso a la década de 1980.
La medida dio lugar a una comisión investigadora de la Cámara de Diputados (cuyo informe fue finalmente rechazado) e incluso una inédita sesión especial en el Senado.
El 12 de julio de 2013, forzado por el Gobierno, debió presentar su renuncia, un día después que la Contraloría General de la República hiciera público el resultado de una auditoría sobre las condonaciones de intereses y multas por deudas tributarias y términos de giro realizadas entre enero de 2011 y junio de 2012. Entre otras medidas, el texto le solicitaba al ente instruir un proceso disciplinario en la Dirección de Grandes Contribuyentes (DGC) para establecer los hechos y determinar eventuales responsabilidades administrativas; así como evitar que, en lo sucesivo, la DGC someta a tramitación solicitudes de perdonazos de intereses y multas por deudas tributarias que presenten errores. Otras acciones pasaban por disponer de medidas para evitar que se produzcan diferencias en las declaraciones de intereses y de patrimonio.
El 27 de febrero de 2014, La Contraloría General de la República, a través de un sumario administrativo, definitivo, determinó que Pereira no intervino de modo alguno en la determinación de entregar un mayor porcentaje de condonación de las multas e intereses de Johnson's. Se descartó así completamente la existencia de algún conflicto de interés y se desestimaron los cargos que formularon previamente contra Pereira.
En la actualidad ejerce como abogado en forma independiente y es profesor de Derecho Tributario de la Pontificia Universidad Católica de Chile.